# Pierre Roussel (Althistoriker)
Pierre Roussel (* 23. Februar 1881 in Nancy; † 1. Oktober 1945 in Paris) war ein französischer Althistoriker und Epigraphiker.
Pierre Roussel studierte zunächst an der Universität Nancy bei Paul Perdrizet, dann von 1901 bis 1904 an der École normale supérieure und war anschließend bis 1910 Mitglied der École française d’Athènes. Unter der Leitung von Maurice Holleaux bearbeitete er dort seit 1906 die Inschriften von Delos, die er im Rahmen der Inscriptiones Graecae publizierte. Die Arbeit wurde von Ulrich von Wilamowitz-Moellendorff gelobt, Roussel bezeichnete er als ausgezeichneten Bearbeiter. Kritik äußerte Wilamowitz-Moellendorff allerdings an der eigenständig erscheinenden französischen Ausgabe der Inschriften außerhalb der Inscriptiones Graecae. Auch in seiner weiteren Karriere beschäftigte sich Roussel mit Delos, wo er auch an den Ausgrabungen beteiligt war. Von 1915 bis 1918 unterrichtete er am Lycée Janson de Sailly und wurde in dieser Zeit 1917 mit zwei Arbeiten zu Delos promoviert. Ein Teil war eine wissenschaftlich bedeutende Studie zu den ägyptischen Kulten auf Delos, die er auf der Grundlage der epigraphischen Funde erstmals untersuchte und dabei Organisation und Kultpraxis darstellte. 1918 wurde er als Professor an die Universität Bordeaux berufen, wo er nur ein Jahr blieb, bevor er 1919 an die Universität Straßburg wechselte. 1925 bis 1935 leitete er als Nachfolger Charles Picards die École française d’Athènes, 1935 wechselte er an die Sorbonne. 1937 wurde Roussel Mitglied der Académie des Inscriptions et Belles-Lettres.
Neben den Forschungen zu Delos arbeitete Roussel auch zu Inschriften aus Delphi, seine Ausgabe der rhodischen Inschrift mit der Verleihung des Bürgerrechts an den Kapitän Seleukos war die editio princeps dieses Textes. Als Althistoriker forschte er zu den Beziehungen zwischen den Griechen und den orientalischen Völkern zwischen den Perserkriegen und der römischen Expansion, sowie zur Geschichte Spartas, worüber er 1939 eine gegen Helmut Berves Verherrlichung Spartas gerichtete Einleitung vorlegte. Von 1913 bis 1936 betreute er die Bulletins épigraphiques der Revue des études grecques.